# Langøya (Re)
59°29′37″N 10°22′57″Ø / 59.49361°N 10.38250°Ø
 Ikke at forveksle med Langøyene.
 For alternative betydninger, se Langøya. (Se også artikler, som begynder med Langøya)
Langøya er en  ca. 3 km lang og 500 meter bred  ø i Holmestrandfjorden, som er en del af Ytre Oslofjord. Øen hører under  Re kommune i Vestfold og Telemark fylke i Norge .

## Kalkbrud
Man begyndte udvindingen af kalk allerede på 1650'erne, og flere kalkovne var i drift. Langøya kalkværk blev solgt til den danske krone i 1737.
Mere moderne drift startede i 1899 med brydning af  kalksten til brug i produksjon af cement. Christiania Portland Cementfabrik (CPC), købte i 1895 en parcel på øen. Sælger var godsejer G. Wankel på Kambo. CPC købte  resten af øen i 1899, med undtagelse af en mindre grund som tilhørte Marinen, men denne blev købt i 1937. Kalkstenen blev fragtet på lægter til Slemmestad.
Der blev efterhånden  bygget arbejderbarakker og -boliger, spisesal, moler, banespor osv. Den første tid foregik boringen med håndkraft, i 1913 gik man over til trykluft. På denne tid lå årsproduktionen på ca. 180.000 ton i året. I 1922 gik man over til elektrisk drift. Fra 1925 blev selve knusningen af kalkstenen flyttet fra Slemmestad til Langøya. 
Op til 24 familier med omkring 120 mennesker boede på Langøya da der var flest. I 1960 sejlede skolebåden 16 børn ind til skolen i Holmestrand, men de sidste to familier forlod øen i 1967.
Da Norcem nedlagde cementproduktionen i Slemmestad i 1985 blev driften på Langøya også  stoppet. Bunden af bruddet var da på -45 meter. Tilsammen var der hentet  47 millioner ton kalksten, og bruddet under havniveau svarede til næsten 10 millioner kubikmeter. Norcem solgte Langøya til NOAH A/S (Norsk Avfallshandtering) i 1993.

## Affaldsdeponi
Siden 1993 har Norsk Avfallshandtering brugt det åbne  kalkbrud til deponi af farligt uorganisk affald. En stor del af affaldet er gips, som dannes når flyveaske fra forbrændingsanlæg blandes med og neutraliserer svovlsyre. Desuden findes et bassin for udfældning af reaktive metaller; hovedsagelig magnesiumslam og andre alkali- og jordalkalimetal. Affaldet reagerer kraftigt i kontakt med vand og afgiver varme og forskellige gasser (H2, NH3, PH3). Der findes også en tank for afgiftning af cyanidholdigt affald. Afgiftningen sker i alkalisk miljø med natriumhypoklorit. Cyanidforbindelserne omdannes til kuldioxid og nitrogengas. Miljødirektoratet har tilladt årlig modtagelse af maksimalt 500.000 ton uorganisk farligt affald (herunder uorganiske syrer, aske og alunskifer) og 500.000 ton forurenede masser (forurenet jord, knust beton, slam og sedimenter). Deponiet vil efter planen være fyldt før 2025.